# Ramon Tanque
Ramon de Andrade Souza, bekannt als Ramon Tanque, (* 10. September 1998 in Belém) ist ein brasilianischer Fußballspieler.

## Karriere
Ramon Tanque begann seine Karriere beim Americano FC, für den er in der Saison 2018 einmal in der Série D spielte. Zur Saison 2020 bestritt er die Spiele um die Staatsmeisterschaft von Pará mit dem Independente AC. Zur nationalen Meisterschaft ab Mai, wechselte er zum Zweitligisten Clube de Regatas Brasil. Dort gab er im Oktober 2020 sein Debüt in der Série B 2020. Insgesamt kam er zu sechs Zweitligaeinsätzen für den CRB. Anfang des Jahres 2021 schloss er sich dem Botafogo FC an. Für Botafogo spielte er viermal in der Copa do Nordeste und genau so oft in der Staatsmeisterschaft von Paraíba. Nach der Beendigung der Staatsmeisterschaft im April verließ Tanque den Klub wieder. Ab Oktober des Jahres trat er für den unterklassigen Clube Atlético Paraense in der Série B der Staatsmeisterschaft von Pará an.
Zur Saison 2022 wechselte er zum EC Democrata, ohne Einsatz ging es im Februar 2022 weiter zum São Raimundo EC. Im März 2022 zog er weiter zum Viertligisten Porto Velho EC. Für Porto spielte er elfmal in der Série D und erzielte dabei drei Tore. Im Anschluss trat er ab September für den CA do Porto in der zweiten Liga der Staatsmeisterschaft von Pernambuco an. Im November 2022 schloss er sich dem Manauara EC an. Zur Saison 2023 kehrte er zum CA do Porto zurück. Dort kam er zu vier Einsätzen in der Staatsmeisterschaft von Pernambuco. Im Mai 2023 wechselte er zum GE Bagé in die Série B der Staatsmeisterschaft von Rio Grande do Sul.
Im August 2023 wechselte Ramon Tanque zum österreichischen Zweitligisten FC Dornbirn 1913. Für Dornbirn kam er zu 20 Einsätzen in der 2. Liga, in denen er sechsmal traf. Nach der Saison 2023/24 wurde dem Team allerdings die Zulassung für die 2. Liga entzogen. Daraufhin wechselte er zur Saison 2024/25 nach Kambodscha zum Erstligisten Visakha FC.